# Marlou van Rhijn
Pour les articles homonymes, voir Van Rhijn.
Marlou van Rhijn, née le 23 octobre 1991 à Monnickendam (Pays-Bas), est une athlète néerlandaise, championne paralympique d'athlétisme en 2012.

## Biographie
Elle naît avec une difformité des parties inférieures de ses deux jambes, qui sont amputées sous les genoux lorsqu'elle a cinq puis douze ans. Elle se lance dans le handisport, initialement comme nageuse. Adolescente, elle représente les Pays-Bas lors de championnats européens et mondiaux de natation handisport, et établit « plusieurs records nationaux ». Elle cesse toutefois les compétitions de natation en 2009. En mai 2010, à l'âge de 18 ans, elle se reconvertit dans l'athlétisme.
Pour sa première compétition internationale majeure, elle prend part aux Championnats européens d'athlétisme handisport 2012, aux Pays-Bas. Elle obtient deux médailles d'or, sur le 100 m et le 200 m. Désormais connue, elle se voit attribuer le surnom de Blade Babe (« Jolie fille aux lames », puisqu'elle court sur des prothèses en carbone, en forme de lames).
Lors des Jeux paralympiques d'été de 2012, à Londres, il n'y a pas d'épreuves spécifiques à sa catégorie de handicap : T43, pour les athlètes amputées des deux jambes sous le genou. Elle est alors la seule athlète classée T43 à prendre part aux épreuves T44, pour athlètes amputées d'une jambe (sous le genou). Sur le 100 m, elle obtient la médaille d'argent, en 13,32 s., derrière la Française Marie-Amélie Le Fur. Sur le 200 m, elle est championne paralympique, établissant un nouveau record du monde en 26,18 s.. En reconnaissance de son titre paralympique, elle est décorée de l'ordre d'Orange-Nassau.
Lors des Championnats du monde d'athlétisme handisport 2013, à Lyon, elle affronte à nouveau Marie-Amélie Le Fur, et brise les espoirs français à domicile en remportant l'or à la fois sur le 100 m (en 12,96 s., record du monde) et sur le 200 m (26,74 s.).